# Zelo Surrigone
Zelo Surrigone é uma comuna italiana da região da Lombardia, província de Milão, com cerca de 1.110 habitantes. Estende-se por uma área de 4 km², tendo uma densidade populacional de 278 hab/km². Faz fronteira com Vermezzo, Gudo Visconti, Morimondo.

## Demografia
| Variação demográfica do município entre 1861 e 2011                               |
|                                                                                   |
| Fonte: Istituto Nazionale di Statistica (ISTAT) - Elaboração gráfica da Wikipedia |